# 巡査の休日
『巡査の休日』（じゅんさのきゅうじつ）は、佐々木譲による日本の推理小説（警察小説）。「道警シリーズ」の第4作で、前作から約1年後の物語である。2011年にテレビドラマ化された。

## あらすじ
洞爺湖サミットを2カ月後に控え、全国の都道府県警からの応援の制服警官が札幌市内に溢れる2009年4月半ば、逮捕時に受けた怪我の治療で入院中だった強姦殺人犯、鎌田光也が病院から逃走する。
その日の深夜までには身柄が確保できるだろうという予測は外れ、鎌田が札幌の街から姿をくらましたまま1年が経過した。札幌最大のイベント、よさこいソーランの本番が迫る中、鎌田にストーカーされていた村瀬香里の元に脅迫めいたメールが届く。彼女を守るため、道警の小島百合が演舞に加わり警護に当たることになる。

## 登場人物

### 北海道警察
小島 百合（こじま ゆり）
大通署生活安全課、巡査。村瀬香里の警護のためにチーム“艶麗輪舞”に加わる。
今作では佐伯に代わるメイン主人公として描写されている。
津久井 卓（つくい すぐる）
帯広署刑事・生活安全課所属。以前は警察学校の教官だったが、道警の不正をうたった報復人事から晴れて解放された。
鎌田が帯広で起こしたOL殺人事件を捜査しており、道警本部の合同捜査本部にいる。
渡辺とコンビを組んで現金輸送車襲撃事件の調査をしており、小島百合と入れ替わる形で視点主となる。
佐伯 宏一（さえき こういち）
大通署刑事課特別対応班、警部補。婦警殺しでの越規行為に関してはほとぼりが冷めつつあり、警部昇進試験を受けることを打診される。
今作では鎌田関連の事件には絡まないため出番が少ない。
新宮 昌樹（しんぐう まさき）
佐伯がチーフの特別対応班の唯一の部下。
今作では佐伯と行動することは少なく、メインストーリーである鎌田関連にも関わらない。
渡辺 秀明（わたなべ ひであき）
津久井の相棒として、鎌田の交遊関係の再調査をする。
伊藤 成治（いとう せいじ）
佐伯の直属上司。佐伯より2歳年上。地域課が長く、専務職員だった経験はほとんどないため、細かな報告を求めたり、指示を出すこともなく、「やりやすい上司」として部下から評判。
坂井 俊直（さかい としなお）
函館中央署、巡査部長。山中で見つかった白骨遺体の事件を捜査している。

### その他
鎌田 光也（かまた みつや）
強姦殺人犯。31歳。元自衛官。入院していた病院から逃亡し、1年後に神奈川県で現金輸送車強盗未遂事件を起こす。
村瀬 香里（むらせ かおり）
鎌田にストーカーされていた女性。風俗店を辞め、美容学校に通っている。学校の友人に誘われ、よさこいソーランのチーム“艶麗輪舞”に入る。
岩崎 裕美子（いわさき ゆみこ）
チーム“艶麗輪舞”の代表。40代。
山際 翔太（やまぎわ しょうた）
“艶麗輪舞”の裏方スタッフ。マイクロバスの運転手。
佐藤 和枝（さとう かずえ）
“艶麗輪舞”のマネージャー兼業務全般のアシスタント。
宮前 由香（みやまえ ゆか）
“艶麗輪舞”の裏方スタッフ。
工藤 沙織（くどう さおり） / 山岡 祐介（やまおか ゆうすけ）
前夫との間にできた長女・愁（うれい）に対する児童虐待を疑われている女と、その内縁の夫。

## テレビドラマ
2011年10月24日、TBS系列「月曜ゴールデン」にて「北海道警察 巡査の休日」のタイトルでテレビドラマ化された。